# María de Jesús López de Rivas
María de Jesús López de Rivas (Tartanedo, Guadalajara, Castella-La Manxa, 18 d'agost de 1560 - Toledo, 13 de setembre de 1640) fou una monja carmelita descalça, destacada per la seva virtut. És venerada com a beata per l'Església catòlica.
Nascuda a un petit poble de Guadalajara al si d'una família noble, quedà òrfena de pare i fou educada pels seus oncles Jerónimo de Rivas i Isabel de Ureña, a Molina de Aragón. El seu confessor, el jesuïta A. de Castro, en veure que volia seguir la vida religiosa, l'adreçà a les carmelites descalces. Va ingressar al convent de San José de Toledo el 1577 i va professar com a monja el 15 d'agost de 1578.
Fou molt apreciada per la fundadora, Teresa de Jesús, que hi veié els dons de santedat; entre les dues s'establí una sintonia espiritual que es perllongà fins i tot quan Teresa ja havia mort. La santa fundadora l'anomenava amb afecte «Mi letradillo» ja que li consultava sovint els dubtes i problemes de l'orde i li donava els seus escrits perquè els repassés. Fou infermera, portera i sagristana del convent de Toledo; el 1584 fou nomenada mestra de novícies i el 1591, priora. El 1600 fou destituïda arran de les acusacions falses d'una monja envejosa. El 1624 fou novament elegida priora.
La seva vida destacà pel lliurament a la penitència i la pregària, i fou tinguda en vida per persona santa. Tingué una devoció especial envers el Sagrat Cor de Jesús. Morí a Toledo en llaor de santedat el setembre de 1640. Fou beatificada per Pau VI el 14 de novembre de 1976.